# CpG-острівці

CpG-острівці в промоторній ділянці гену, де жовтим позначені послідовності CpG, червоним — стартовий кодон (ліворуч) та приклад стандартної послідовності ДНК без CpG-острівців (праворуч)

CpG-острівець (англ. CpG island, CGI) — ділянка молекули ДНК, довжиною приблизно 1 тис. нуклеотидів, яка містить багато послідовностей 5’-CG-3’ на одному ланцюгу ДНК. CpG послідовності у хребетних зустрічаються у вигляді скупчень, власне CpG-острівців, у місцях старту транскрипції, промоторних ділянках та міжгенних проміжках, тоді як решта геному має мало випадків послідовностей CpG.

CpG пара на одному ланцюгу ДНК та C-G пара основ на комплементарних ланцюгах

Назва походить від скорочення «Цитозин-фосфатний залишок-Гуанін» і слугує для розмежування послідовності двох нуклеотидів поряд в одному ланцюгу від комплементарної пари C-G, де кожен нуклеотид належить окремому з двох ланцюгів ДНК.
Функціонально CpG-острівці пов'язані з явищем метилювання ДНК по цитозину. Більша частина цитозину, до 80 % геному хребетних, метильована і лежить поза послідовністю нуклеотидів CpG, тоді як CpG-острівці здебільшого неметильовані та містять модифікацію гістонів H3K4me3 — один з маркерів еухроматину (див. табл. у Порівняння еу- та гетерохроматину). У той же час метилювання CpG-острівців в сайтах старту транскрипції призводить до заглушення відповідних генів на довгий час, прикладами можуть бути імпринтні гени та гени на неактивній X-хромосомі. Також характер метилювання CpG-острівців може бути тканинноспецифічним